# Ballinskelligs
Ballinskelligs (irlandês: Baile na Sceilge que significa "Cidade da Rocha/Rochedo Íngreme" ) é a vila no sudoeste da península de Iveragh (Uíbh Ráthach) no Condado de Kerry, República da Irlanda.